# Scata
Scata je naselje in občina v francoskem departmaju Haute-Corse regije - otoka Korzika. Leta 2007 je naselje imelo 44 prebivalcev.

## Geografija
Kraj leži v severovzhodnem delu otoka Korzike znotraj naravnega regijskega parka Korzike, 47 km južno od Bastie.

## Uprava
Občina Scata skupaj, s sosednjimi občinami Casabianca, Casalta, Croce, Ficaja, Giocatojo, Pero-Casevecchie, Piano, Poggio-Marinaccio, Poggio-Mezzana, Polveroso, La Porta, Pruno, Quercitello, San-Damiano, San-Gavino-d'Ampugnani, Silvareccio, Taglio-Isolaccio, Talasani in Velone-Orneto, sestavlja kanton Fiumalto-d'Ampugnani s sedežem v La Porti. Kanton je sestavni del okrožja Corte.

## Zanimivosti
- župnijska cerkev sv. Cecilije;